# فرنسيس دي ساليس
فرنسيس دي ساليس (بالفرنسية: François de Sales )‏ (و. 1567 – 1622 م) هو عالم عقيدة، وقسيس، وكاتب، وكاهن كاثوليكي فرنسي، توفي في ليون، عن عمر يناهز 55 عاماً، بسبب سكتة.

## مناصب
تولى منصب أسقف (حتى 28 ديسمبر 1622)، وأسقف كاثوليكي.

## التعليم
تعلم في مدرسة لويس الكبير الثانوية، وجامعة بادوفا.

## روابط خارجية
- فرنسيس دي ساليس على موقع الموسوعة البريطانية (الإنجليزية)
- فرنسيس دي ساليس على موقع إن إن دي بي (الإنجليزية)